# BeWelcome
BeWelcome (BW) – serwis internetowy prowadzony w ramach organizacji niezarobkowej oparty na ekonomii współpracy. Celem społeczności jest tworzenie międzynarodowej sieci współpracy, umożliwiającej wymianę kultur, wiedzy, tanie podróżowania oraz naukę języków.

## Historia
Serwis BeWelcome powstał w wyniku niezadowolenia wolontariuszy innej sieci Hospitality Club. W październiku 2006 roku jego założyciele utworzyli oficjalne stowarzyszenie wolontariuszy BeVolunteer, zarejestrowane we francuskim Rennes zarządzające witryną BeWelcome.org uruchomioną w lutym 2007 roku. 
W czerwcu 2020 roku organizacja liczyła ponad 130 tysięcy członków z prawie 150 państw. 
W 2020, gdy podróżowanie stało się niemożliwe w związku z COVID 19, BeWelcome wprowadziło rozbudowane możliwości spotkań online zarówno za pośrednictwem własnej platformy, jak za pomocą innych narzędzi open source. 

## Organizacja
Serwis prowadzony jest przez wolontariuszy zaś decyzje dotyczące funkcjonowania witryny podejmowane się na dorocznym walnym zgromadzeniu rady zarządczej wybieranej przez społeczność.

## Zasady
Serwis jest darmowy, nie pozwala też na działania nastawione na zysk zaś jego platforma BW-rox jest wolnym i otwartym oprogramowaniem, co odróżnia serwis od jej komercyjnych odpowiedników. 
W celu uzyskania informacji o oferowanych kwaterach wymagana jest rejestracja, a potem członkowie się kontaktują między sobą i mogą podzielić się swoimi uwagami. Członkowie goszczą podróżnych oferując im darmowe noclegi we własnych mieszkaniach na ustalony czas, spotkanie czy oprowadzanie po okolicy i pomagają w przypadku trudności wynikłych podczas podróży. 
Wymiana opiera się na wzajemności, choć nie jest ona wymogiem, i bywa symetryczna: gospodarze goszczą u dawnych gości podczas własnych podróży.  